# Richard Priestman
Richard John Priestman est un archer britannique né le 16 juillet 1955 à Liverpool (Angleterre).

## Carrière
Richard Priestman a participé à trois éditions des Jeux olympiques, de 1984 à 1992. Il est médaillé de bronze par équipe aux Jeux olympiques d'été de 1988 à Séoul ainsi qu'aux Jeux olympiques d'été de 1992 à Barcelone.